# Preludio, Op. 28, No. 4 (Chopin)

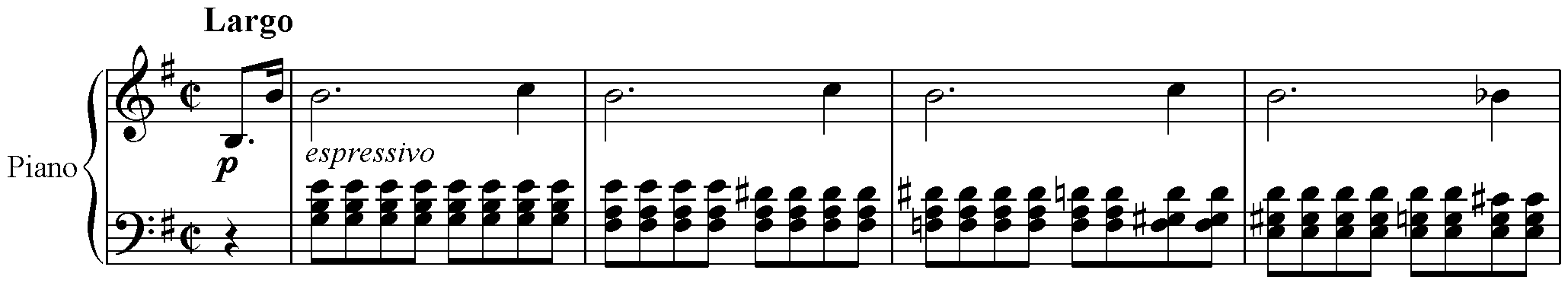
Comienzo del preludio.

El Preludio Op. 28, n.º 4 es uno de los 24 preludios de Chopin. Por petición del compositor, esta pieza fue ejecutada en su propio funeral junto con el réquiem de Mozart.

## Título
Hans von Bülow llamó al preludio "asfixia" o "asfixiante" (sofocación), debido al sentimiento de desesperación que transmite. A pesar de no haber llegado hasta nosotros, puede que alguna vez tuviese un título. Según Solange hija de George Sand, pareja de Chopin, quién se quedó con el compositor en el monasterio en Mallorca cuando los preludios fueron escritos, "Mi madre dio un título a cada uno de los maravillosos preludios; que fueron preservados en unas anotaciones, que se han perdido". Pero Solange memorizó los nombres. Se cree que el título del preludio es "Queles larmes au cariñoso du cloître humide?" ("¿Qué lágrimas se derraman desde las profundidades del húmedo monasterio?").

## Legado cultural
- Antonio Carlos Jobim escribió una canción llamada "Insensatez", que está basada en el Preludio Nr. 4.
- Serge Gainsbourg basó su canción "Jane B" (1969) en este preludio.
- El personaje de Jack Nicholson toca el preludio completo en la película Five Easy Pieces (1970).[1]
- Se emplea esta composición de Chopin como parte de la música de la película del 2002 El Pianista, .
- Se emplea esta composición también en la película del 2004 The Notebook.